# المحلل الطيفي للأصول الكونية

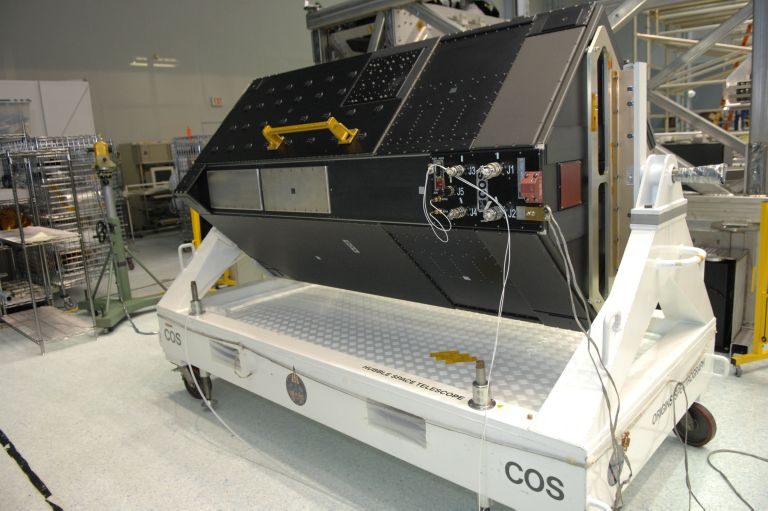
المحلل الطيفي للأصول الكونيَّة وهو داخل غرفة نظيفة في مركز غودارد لرحلات الفضاء. 29 أبريل 2008

المحلل الطَّيفي للأصُول الكونيَّة (بالإنجليزية: Cosmic Origins Spectrograph)‏ (COS) هو من الأجهزَة العلميَّة الموجودة في مرصد هابل الفضائي مُنذ شهر مايو من عام 2009، وُضع هذا الجهاز خلال مهمَّة الخدمة الرابعة وهي الرحلة الخامسة والأخيرة لمرصد هابل الفضائي. يتميز هذا الجهاز بحساسيته العالية  للأشعة الفوق بنفسجية.
وُضع المحلل الطيفي في مقراب هابل كبديلٍ عن البديل التصحيحي البصري والمحوري الذي كان قد وضع في المهمة الأولى للإصلاح في شهر ديسمبر من عام 1993.